# Dalrymple (ort)
Dalrymple är en ort i Storbritannien. Den är belägen i kommunen East Ayrshire och riksdelen Skottland, i den centrala delen av landet, 500 km nordväst om huvudstaden London. Dalrymple ligger 56 meter över havet och antalet invånare är 1 264.
Terrängen runt Dalrymple är varierad. Runt Dalrymple är det ganska glesbefolkat, med 28 invånare per kvadratkilometer. Närmaste större samhälle är Ayr, 7,7 km norr om Dalrymple. Trakten runt Dalrymple består i huvudsak av gräsmarker.
Klimatet i området är tempererat. Årsmedeltemperaturen i trakten är 6 °C. Den varmaste månaden är juli, då medeltemperaturen är 14 °C, och den kallaste är januari, med −2 °C.